# Al-Talaba Sports Club
L'Al-Talaba Sports Club (in arabo نادي الطلبة الرياضي‎?, "Club sportivo studentesco") è una società calcistica con sede a Baghdad, in Iraq, fondata nel 1969 con il nome di Al-Jameaa. Milita nella Prima Lega, la massima divisione del campionato iracheno di calcio.
Ha vinto 5 campionati iracheni, 2 Coppe d'Iraq e una Supercoppa d'Iraq.

## Storia
La squadra fu fondata con il nome di Al-Jameaa (in arabo: الجامعة, "L'Università") il 17 dicembre 1969, per rappresentare l'Università di Baghdad. Con una delibera speciale della federcalcio irachena, la squadra fu ammessa alla Prima Divisione (secondo livello) senza passare per la seconda e la terza. Nella stagione 1970-1971 la squadra vinse il campionato di Prima divisione e fu promosso in Prima Lega, dove l'anno dopo chiuse all'ultimo posto e retrocesse. Promossa nuovamente in Prima lega al termine dell'annata 1974-1975, giunse ottava nel campionato di massima serie 1975-1976 e seconda nel 1976-1977. Il 27 dicembre 1977 la squadra assunse il nome di Al-Talaba. Nel 1980-1981 vinse per la prima volta il titolo nazionale.

## Rosa 2009-2010
| N. |                 | Ruolo | Calciatore          |
| -- | --------------- | ----- | ------------------- |
| 1  | Iraq (bandiera) | P     | Ahmad Abdul-Karim   |
| 2  | Iraq (bandiera) | D     | Ali Jassim          |
| 3  | Iraq (bandiera) | D     | Majid Hamid         |
| 4  | Iraq (bandiera) | D     | Ahmad Abdul-Majid   |
| 5  | Iraq (bandiera) | C     | Haidar Abdul-Qader  |
| 6  | Iraq (bandiera) | C     | Aqeel Hussein       |
| 7  | Iraq (bandiera) | C     | Kadhim Dhieaa       |
| 8  | Iraq (bandiera) | D     | Mussa Sattar        |
| 9  | Iraq (bandiera) | A     | Mohammed Abd Jdayia |
| 10 | Iraq (bandiera) | A     | Abdul-Salam Abood   |
| 11 | Iraq (bandiera) | C     | Ahmad Hasan         |
| 12 | Iraq (bandiera) | P     | Ali Mutashar        |
| 13 | Iraq (bandiera) | D     | Ayad Khalaf         |
| 14 | Iraq (bandiera) | C     | Nawaf Salal         |
| 15 | Iraq (bandiera) | D     | Gaith Abdul-Ghani   |

| N. |                 | Ruolo | Calciatore         |
| -- | --------------- | ----- | ------------------ |
| 17 | Iraq (bandiera) | A     | Karrar Tariq       |
| 19 | Iraq (bandiera) | C     | Yousef Ali Raheema |
| 20 | Iraq (bandiera) | A     | Ayhab Kadhim       |
| 23 | Iraq (bandiera) | C     | Nadim Karim        |
| 24 | Iraq (bandiera) | C     | Aqeel Mohammed     |
| 25 | Iraq (bandiera) | C     | Aqeel Abbas        |
| 27 | Iraq (bandiera) | D     | Amjad Naeem        |
| 26 | Iraq (bandiera) | C     | Thamer Fouad       |
| 28 | Iraq (bandiera) | A     | Hussam Saeed       |
| 29 | Iraq (bandiera) | P     | Abbas Qassim       |
| 30 | Iraq (bandiera) | P     | Muhaned Qassim     |
| 31 | Iraq (bandiera) | P     | Abbas Jabar        |
| 35 | Iraq (bandiera) | P     | Jawad Kadhim       |
|    | Iraq (bandiera) | C     | Mohanaad Ghalib    |
|    | Iraq (bandiera) | C     | Fareed Majeed      |

## Allenatori
- Thamir Muhsin
- Jamal Salih
- Abd Al-Wahab Abd Al-Qader
- Khalf Hassan
- Ammo Baba
- Akram Salman
- Yahya Alwan
- Jamal Ali
- Eddie Firmani
- Ayoub Odisho
- Hussein Saeed
- Nazar Ashraf
- Abd Al-Illah Mohammed Hassan
- Anwar Jassim
- Mohammed Tabra
- Thaer Ahmed
- Habib Jafar
- Kareem Saddam
- Nabil Zaki
- Abd Al-Ghani Shahad
- Radhi Shenaishil
- Valeriu Tița

## Giocatori famosi
| - Younis Mahmoud - Jamal Salih - Yahya Alwan - Nazar Ashraf - Hussein Saeed - Mahdi Abdul-Sahib - Rahim Hamed - Thair Ahmed - Basil Gorgis - Mustafa Karim - Ahmad Mnajed |  | - Ali Hussein Shihab - Mahdi Karim - Karim Salman - Jamal Ali - Habib Jafar - Alaa Kadhim - Hamza Hadi - Suhail Sabir (Goalkeeper) - Bassim Abbas - Noor Sabri - Abdul-Wahab Abu Al-Hail |

## Palmarès

### Competizioni nazionali
- Campionato iracheno: 5

1981, 1982, 1986, 1993, 2002
- Coppa d'Iraq: 2

2001-2002, 2002-2003
- Coppa d'Élite irachena: 2

1992, 1993, 1995
- Supercoppa d'Iraq: 1

2002

### Altri piazzamenti
- AFC Champions League:

Quarto posto: 1986
- Coppa delle Coppe dell'AFC:

Finalista: 1995, 1995-1996
Semifinalista: 1998-1999